# Franco Coco Trovato
Franco Trovato (Marcedusa, 2 maggio 1947) è un mafioso italiano, è stato uno dei capi di un'alleanza di 'ndrine del Milanese e del Lecchese tra gli anni ottanta e novanta.
Si trasferisce nel Lecchese dove conosce la futura moglie Eustina Musolino negli anni Sessanta.

## L'arrivo in Lombardia
Si trasferisce nella provincia di Lecco nella seconda metà degli anni '50 lavorando come muratore e a partire dal 1960 si trasferisce al nord, secondo le rivelazioni del pentito Antonio Zagari e comincia a lavorare in una banda di rapinatori in cui il padre Giacomo Zagari era il basista e tutti erano affiliati all'organizzazione calabrese.
Negli anni '70 è in carcere e nel 1974 si ritrova Antonio Zagari come compagno di cella.

## L'ascesa e le alleanze
Nel 1981 era detenuto al carcere di San Vittore a Milano per il presunto omicidio di un certo avvocato D'Agostino da cui fu poi assolto per legittima difesa. In carcere fu accusato dell'omicidio di un sudamericano e anche di questo reato venne assolto.
Nel 1983 gli viene conferita la dote di santista. Qualche anno più tardi era capo della società lecchese. Coco agisce da padrone incontrastato in un'ampia zona che va dalla Comasina fino a Lecco, passando per Como.
Entra in contatto con i catanesi Angelo Epaminonda e Jimmy Miano.
Dal 1982, secondo il pentito Zagari, Trovato inizia a dedicarsi nella zona di Lecco e Como al traffico e allo spaccio di droga insieme ad Antonino Pristeri.
Inizia a costruire il suo impero alleandosi insieme al boss calabrese della Comasina Giuseppe Flachi detto Pepè, Antonio Papalia di Buccinasco e al clan camorrista dei Batti per gestire il narcotraffico. Diventa proprietario di una catena di ristoranti e pizzerie.
Fa uccidere per questioni di droga tre esponenti degli Arena il 1991 e il 1993: volevano cambiare fornitori e avevano mire espansionistiche.
Nel 1987 in Brianza fa uccidere sei affiliati ai Miriadi, per una disputa sugli appalti di costruzione.
C'è un particolare che unisce Reggio Calabria a Milano: Coco Trovato è parente con la famiglia dei De Stefano. Sua figlia Giuseppina, infatti, è stata dapprima fidanzata e poi moglie di Carmine De Stefano, primogenito del boss Paolo De Stefano, capocosca reggino ucciso il 13 ottobre 1985. L'alleanza tra i Coco e i De Stefano, aumenta notevolmente la potenza di queste famiglie nell'ambito degli interessi malavitosi. Ma soprattutto vengono lanciate le prime basi per creare quelle alleanze tra 'ndrine del nord con 'ndrine del sud, facendo di Milano il vero centro degli interessi economici della 'ndrangheta.

## Guerra con i Batti
La federazione 'Ndrangheta-Camorra si sfalda nel 1990 quando i Batti decidono di mettersi in proprio e contrattare direttamente la compravendita di eroina con i turchi. Il pretesto per scatenare la guerra che durerà 6 mesi è un diverbio tra Franco Coco Trovato e Salvatore Batti durante un incontro nel appartamento dove Pepè Flachi si nascondeva nella sua latitanza.
Il 15 settembre 1990 dei sicari dei Batti tentano di uccidere Trovato colpendo invece due innocenti, Pietro Carpita e Luigi Recalcati nel comune di Bresso.
Trovato insieme al suo vice Antonio Schettini e a Flachi passano al contrattacco uccidendo Francesco Batti in un campo a Trezzano sul Naviglio.
Luigi Batti tenta una mediazione, ma i calabresi con l'inganno invece di aprire una trattativa lo portano con sé e lo uccidono in una pressa.
Vengono trovati 11 morti in 6 mesi, Rosalinda Traditi, affiliata ai Batti è l'ultima della serie.
L'ultimo a rimanere in vita è Salvatore Batti che ritorna nel napoletano a cercare nuovi uomini per la guerra.
I calabresi si accordano mandando Antonio Schettini con i Fabbrocino e con gli Ascione per l'omicidio di Batti e in cambio devono uccidere Roberto Cutolo, figlio del più famoso Raffaele Cutolo. Il 19 dicembre 1990 Antonio Schettini lo uccide a Tradate.
L'ultima inchiesta riguardante quella guerra termina il 23 gennaio 2002 con l'operazione Atto finale vengono eseguiti 46 ordini di cattura.

## L'arresto e la condanna
Nell'ottobre del 1992 viene arrestato e nel 1997 viene condannato all'ergastolo. Nell'operazione vengono sequestrati beni del valore di 28 miliardi lire.
La figura e l'operato di Franco Coco Trovato (divenuto uno dei boss del narcotraffico e noto anche per la sua ferocia con cui elimina gli avversari) sono descritte nell'operazione "Wall Street" condotta ai tempi dal sostituto procuratore Armando Spataro.

## Emiliano Trovato
Ha un figlio Emiliano Trovato che viene arrestato durante l'operazione Costa dei monaci, cominciata nel 2002, il 14 ottobre 2003. L'operazione si conclude nel 2005 portando all'arresto di 119 persone. Aveva come luogo d'azione la provincia di Lecco, la Brianza comasca e l'hinterland milanese.
Il clan di Franco Coco Trovato resta uno dei più potenti in Lombardia.